# Льюїс-Ран (Пенсільванія)
Льюїс-Ран (англ. Lewis Run) — місто (англ. borough) в США, в окрузі Маккін штату Пенсільванія. Населення — 583 особи (2020).

## Географія
Льюїс-Ран розташований за координатами 41°52′2″ пн. ш. 78°39′13″ зх. д. / 41.86722° пн. ш. 78.65361° зх. д. (41.867184, -78.653640).  За даними Бюро перепису населення США в 2010 році місто мало площу 4,54 км², з яких 4,51 км² — суходіл та 0,03 км² — водойми.

### Клімат
| Клімат : Льюїс-Ран    | Клімат : Льюїс-Ран | Клімат : Льюїс-Ран | Клімат : Льюїс-Ран | Клімат : Льюїс-Ран | Клімат : Льюїс-Ран | Клімат : Льюїс-Ран | Клімат : Льюїс-Ран | Клімат : Льюїс-Ран | Клімат : Льюїс-Ран | Клімат : Льюїс-Ран | Клімат : Льюїс-Ран | Клімат : Льюїс-Ран | Клімат : Льюїс-Ран |
| Показник              | Січ.               | Лют.               | Бер.               | Квіт.              | Трав.              | Черв.              | Лип.               | Серп.              | Вер.               | Жовт.              | Лист.              | Груд.              | Рік                |
| Середній максимум, °C | −0,6               | 0,6                | 6,1                | 13,3               | 20,0               | 24,4               | 26,1               | 25,0               | 21,7               | 15,6               | 7,8                | 1,7                | 13,3               |
| Середній мінімум, °C  | −10,6              | −10,6              | −6,1               | −0,6               | 5,0                | 10,0               | 12,2               | 11,7               | 7,8                | 2,2                | −2,2               | −7,8               | 1,1                |
| Норма опадів, мм      | 79                 | 66                 | 86                 | 94                 | 104                | 124                | 119                | 102                | 107                | 94                 | 99                 | 89                 | 1163               |
| --------------------- | ------------------ | ------------------ | ------------------ | ------------------ | ------------------ | ------------------ | ------------------ | ------------------ | ------------------ | ------------------ | ------------------ | ------------------ | ------------------ |
| Джерело: Weatherbase  |                    |                    |                    |                    |                    |                    |                    |                    |                    |                    |                    |                    |                    |

## Демографія
Згідно з переписом 2010 року, у селищі мешкало 617 осіб у 277 домогосподарствах у складі 175 родин. Густота населення становила 136 осіб/км².  Було 294 помешкання (65/км²).
Расовий склад населення:
| - 97,4 % — білих - 0,2 % — чорних або афроамериканців |

До двох чи більше рас належало 1,6 %. Частка іспаномовних становила 0,6 % від усіх жителів.
За віковим діапазоном населення розподілялося таким чином: 18,8 % — особи молодші 18 років, 60,6 % — особи у віці 18—64 років, 20,6 % — особи у віці 65 років та старші. Медіана віку мешканця становила 44,3 року. На 100 осіб жіночої статі у селищі припадало 96,5 чоловіків;  на 100 жінок у віці від 18 років та старших — 95,7 чоловіків також старших 18 років.
Середній дохід на одне домашнє господарство  становив 52 540 доларів США (медіана — 41 042), а середній дохід на одну сім'ю — 61 938 доларів (медіана — 53 500). Медіана доходів становила 50 313 долари для чоловіків та 31 250 доларів для жінок. За межею бідності перебувало 11,6 % осіб, у тому числі 25,0 % дітей у віці до 18 років та 9,4 % осіб у віці 65 років та старших.
Цивільне працевлаштоване населення становило 349 осіб. Основні галузі зайнятості: виробництво — 30,4 %, освіта, охорона здоров'я та соціальна допомога — 27,2 %, мистецтво, розваги та відпочинок — 10,0 %, фінанси, страхування та нерухомість — 6,9 %.